# Đồng Hóa (xã)
Đồng Hóa là một xã thuộc huyện Tuyên Hóa, tỉnh Quảng Bình, Việt Nam.
Xã Đồng Hóa có diện tích 43,29 km², dân số năm 2019 là 3.254 người, mật độ dân số đạt 75 người/km².